# Dwór w Nowym Świętowie
Dwór w Nowym Świętowie  – zabytkowy pałac we wsi Nowy Świętów w województwie opolskim, w powiecie nyskim, w gminie Głuchołazy.
Dwór wybudowany na przełomie XVIII i XIX w. Nad głównym wejściem kartusz z herbami Richarda von Maubeuge i jego żony Marii von Raczek z Przyszowic (prawa tarcza czteropolowa przedstawiająca naprzemiennie w polach pół orła i lwa; na drugiej tarczy rak); kolejny kartusz nad prawym oknem. 

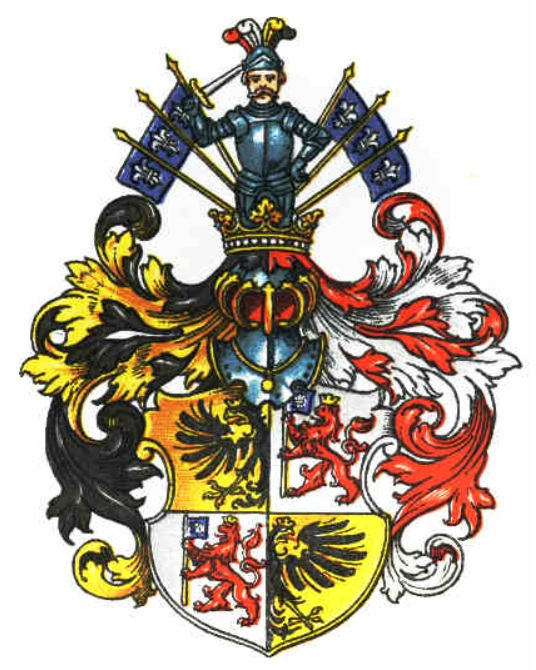
Herb Richarda von Maubeuge
Herb Marii von Raczek